# قصر تشرين
قصر تشرين هو مقر إقامة الرئيس السوري ويقع في حي المهاجرين بدمشق جنوب جبل قاسيون. يغطي المبنى 10.000 متر مربع (108.000 قدم مربع). استُخدمَ القصر كمقر الإقامة الرئيسي لعائلة الأسد حتى تم الانتهاء من بناء القصر الجمهوري على جبل المزة في بداية تسعينات القرن الماضي. القصر تعرّض لاستهداف من قوات المعارضة السورية المسلحة خلال الحرب الأهلية السورية.